# Маріо Станич
Маріо Станич (хорв. Mario Stanić, нар. 10 квітня 1972, Сараєво) — югославський та хорватський футболіст, що грав на позиції півзахисника.
Виступав, зокрема, за клуби «Парма» та «Челсі», а також національну збірну Хорватії.
Чемпіон Хорватії. Чемпіон Бельгії. Володар Кубка і Суперкубка Бельгії. Володар Кубка і Суперкубка Італії. Володар Кубка УЄФА.

## Клубна кар'єра
У дорослому футболі дебютував 1988 року виступами за команду клубу «Желєзнічар», в якій провів чотири сезони, взявши участь у 77 матчах чемпіонату.
Згодом з 1992 по 1996 рік грав у складі команд клубів «Кроація» (Загреб), «Спортінг» (Хіхон), «Бенфіка» та «Брюгге». Протягом цих років виборов титул чемпіона Хорватії, ставав чемпіоном Бельгії.
Своєю грою за останню команду привернув увагу представників тренерського штабу клубу «Парма», до складу якого приєднався 1996 року. Відіграв за пармську команду наступні чотири сезони своєї ігрової кар'єри. За цей час додав до переліку своїх трофеїв титул володаря Кубка Італії, ставав володарем Суперкубка Італії з футболу, володарем Кубка УЄФА.
У 2000 році перейшов до клубу «Челсі», за який відіграв 4 сезони. Завершив професійну кар'єру футболіста виступами за команду «Челсі» у 2004 році.

## Виступи за збірні
У 1991 році дебютував в офіційних матчах у складі національної збірної Югославії, за яку зіграв 2 матчі.
Після розпаду Югославії, виступав за збірну Хорватії. Дебютував у 1995 році та зіграв у 49 матчах, забивши 7 голів.
У складі збірної був учасником чемпіонату Європи 1996 року в Англії, чемпіонату світу 1998 року у Франції, на якому команда здобула бронзові нагороди, чемпіонату світу 2002 року в Японії і Південній Кореї.

## Тренерська кар'єра
Після завершення ігрової кар‘єри працював скаутом у бельгійському «Брюгге» (2011—2020) та радником зі спортивних питань президента «Хайдука».
25 жовтня 2023 року увійшов до тренерського штабу Марино Пушича в «Шахтарі» (Донецьк).

## Титули і досягнення
- Чемпіон Хорватії (1):

«Кроація» (Загреб): 1992/93
- Чемпіон Бельгії (1):

«Брюгге»: 1995/96
- Володар Кубка Бельгії (1):

«Брюгге»: 1995/96
- Володар Суперкубка Бельгії (1):

«Брюгге»: 1996
- Володар Кубка Італії (1):

«Парма»: 1998/99
- Володар Суперкубка Італії (1):

«Парма»: 1999
- Володар Кубка УЄФА (1):

«Парма»: 1998/99
- Володар Суперкубка Англії (1):

«Челсі»: 2000
- Бронзовий призер чемпіонату світу: 1998